# Condado de Clinton (Illinois)
El condado de Clinton es un condado estadounidense, situado en el estado de Illinois. Según el censo de los Estados Unidos del 2000, la población es de 36 633 habitantes. La cabecera del condado es Carlyle.

## Geografía
Según la Oficina del Censo de los Estados Unidos, el condado tiene un área total de 1304 km² (503 millas²). De éstas 1228 km² (474 mi²) son de tierra y 76 km² (29 mi²) son de agua.

### Colindancias
- Condado de Bond - norte
- Condado de Fayette - noreste
- Condado de Marion - este
- Condado de Washington - sur
- Condado de St. Clair - oeste
- Condado de Madison - noroeste

## Historia
El condado de Clinton se separó de los condados de Washington, Bond y Fayette en 1824. Su nombre es en honor del séptimo gobernador del estado de Nueva York, DeWitt Clinton.

## Demografía

Pirámide de edad según el censo del año 2000.

Según el censo del año 2000, hay 35 535 personas, 12 754 viviendas, y 9221 familias que residen en el condado. La densidad de población es de 11 hab/km² (29 hab/mi²). La composición racial tiene:
- 92,59 % Blancos (no hispanos)
- 1,60 % Hispanos (todos los tipos)
- 3,91 % Negros o Negros Americanos (no hispanos)
- 0,84 % Otras razas (no hispanos)
- 0,33 % Asiáticos (no hispanos)
- 0,54 % Mestizos (no hispanos)
- 0,16 % Nativos Americanos (no hispanos)
- 0,05 % Isleños (no hispanos)

Hay 12 754 viviendas, de las cuales el 35,10 % tienen menores de 18 años viviendo con ellos, el 60,10 % son parejas casadas viviendo juntas, el 8,40 % son mujeres que forman una familia monoparental (sin cónyuge), y 27,70% no son familias. El tamaño promedio de una familia es de 3,10 miembros.
En el condado el 24,90% de la población tiene menos de 18 años, el 9,30% tiene de 18 a 24 años, el 30,20% tiene de 25 a 44, el 21,30% de 45 a 64, y el 14,40% son mayores de 65 años. La edad media es de 37 años. Por cada 100 mujeres hay 106,60 hombres. Por cada 100 mujeres mayores de 18 años hay 106,80 hombres.
Tabla de la evolución demográfica:
|       | 1900   | 1910   | 1920   | 1930   | 1940   | 1950   | 1960   | 1970   | 1980   | 1990   | 2000   |
| ----- | ------ | ------ | ------ | ------ | ------ | ------ | ------ | ------ | ------ | ------ | ------ |
| TOTAL | 19.824 | 22.832 | 22.947 | 21.369 | 22.912 | 22.594 | 24.029 | 28.315 | 32.617 | 33.944 | 35.535 |

## Economía
Los ingresos medios de un cabeza de familia el condado es de $44.618 y el ingreso medio familiar es $52.580. Los hombres tienen unos ingresos medios de $36.035 frente a $23.506 de las mujeres. El ingreso per cápita del condado es de $19.109. El 4,60% de la población y el 6,40% de las familias están debajo de la línea de pobreza. Del total de gente en esta situación, el 7,80% tienen menos de 18 y el 6% tienen 65 años o más.

## Ciudades y pueblos
| - Albers - Aviston - Bartelso - Beckemeyer - Breese | - Carlyle - Centralia - Damiansville - Germantown - Hoffman | - Huey - New Baden - Trenton - Wamac |